# Uruguaiana
Uruguaiana – miasto w południowej Brazylii, w stanie Rio Grande do Sul, nad rzeką Urugwaj.
Liczba mieszkańców w 2003 roku wynosiła ok. 124 tys.